# مغر النصارى
مغر النصارى يطلق هذا الاسم على منطقة في البتراء بجنوب الأردن واقعة إلى الشمال من الخبثة، على سطح أم صيحون، تضم بعض المدافن أغلبها من الطراز النبطي، واشهرها ما يسمى مغاره النصارى. يرتفع هذا الضريح على علو 20 مترا ويبلغ عرضه 12 مترا ونصف المتر، تزين واجهته عضادتين فقط، فوقها كورنيش وافريز، اما البوابة فهي ذات إطارين، وأهم ما في هذه الواجهة الإفريز الذي فوق الكورنيش، والذي يتألف من أعمدة قصيرة، ارتفاع الواحدة منها متر، وبينهما في أقصى اليسار واليمين ، وفي الوسط أربع مجنات، اثنان مستديران، واثنان بيضاويان وبينهما درع. ومثل هذه الأسلحة كثيرا ما تظهر على المدافن اليونانية، والرومانية، وعلى المباني الهلنستية، كما نرى ذلك في مدينه برغامون اليونانية على شاطئ تركيا. 

## الموقع
يقع من الشمال من الخبثه على سطح أم صيحون الموجودة في البتراء

## محتويات الموقع
يتألف من واجهة إفريز الذي فوق الإفريز ويتألف من أعمدة قصيرة وهي في الأصل طابق علوي.